# El Crucero de Zapata
El Crucero de Zapata är en ort i Mexiko.   Den ligger i kommunen Ixhuatlán del Café och delstaten Veracruz, i den sydöstra delen av landet, 230 km öster om huvudstaden Mexico City. El Crucero de Zapata ligger 1 215 meter över havet och antalet invånare är 115.
Terrängen runt El Crucero de Zapata är huvudsakligen kuperad, men österut är den bergig. Runt El Crucero de Zapata är det mycket tätbefolkat, med 2 345 invånare per kvadratkilometer. Närmaste större samhälle är Córdoba, 17,2 km söder om El Crucero de Zapata. I omgivningarna runt El Crucero de Zapata växer i huvudsak städsegrön lövskog.